# Гименей
Гименей (др.-греч. Ὑμέναιος или Ὑμήν) — в древнегреческой мифологии божество брака, собственно олицетворённая брачная песнь. Первоначально нарицательное имя.

## Описание
Рассказы о его происхождении и связях с различными мифическими лицами противоречивы. Гименей считался сыном Аполлона и одной из муз (Каллиопы или Терпсихоры) либо сыном Пиера и музы Клио. По Ксанфу Лидийскому, его родителями были Дионис и Афродита, а он сам стал отцом Тантала и Аскала — основателя города Аскалона.

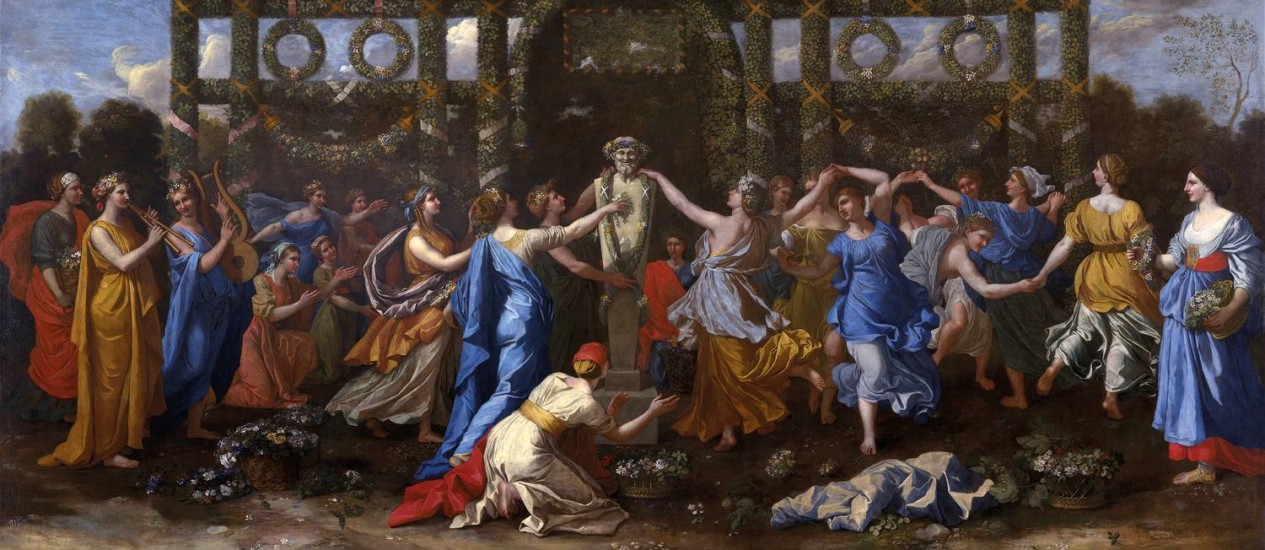
Гименей. Poussin.

По одному сказанию, Гименей — сын Магнета, возлюбленный Аполлона. Из-за любви Аполлон не покидал дома Магнета, а Гермес тем временем похитил его коров. Также Гименея называют возлюбленным Геспера либо Фамириса.
В поэме Нонна «Деяния Диониса» одним из действующих лиц выступает Гименей — возлюбленный Диониса, полководец беотийцев в индийском походе этого бога. Во время похода был ранен Меланеем. Состязался в стрельбе из лука на Немейских играх в память Офельта.
У Нонна упомянут и другой Гименей — сын Урании, бог брака. Играет в коттаб с Эросом. Посол Афродиты к Эросу.
Похищен Долей-Мойрой во время свадьбы Диониса. Воскрешён Асклепием (согласно орфикам).
В мифах он является цветущим, женственной красоты юношей, умирающим во цвете лет в день брака, в тоске о скоротечности юности и красоты, и погребаемым музою, его матерью. В таких рассказах, возможно, символизируется потеря невинности и чистоты вследствие брака. Также смерть Гименея может ассоциироваться с прекращением гомоэротических отношений после брака.
По афинскому рассказу, афинянин Гименей — прекрасный юноша. Похищен пиратами на празднике Деметры в Элевсине вместе с женщинами и девушками. Во сне пираты были убиты, а Гименей вернул девушек в Афины.
В искусстве (на римских рельефах, на одной помпеянской фреске) Гименей изображается стройным нагим юношей, с факелом в одной руке и венком в другой, со строгим выражением лица, отличающим его от Эрота. В «Метаморфозах» Овидия он предстаёт в шафранном плаще.
Согласно философу Проклу, Гименей — мысленный брак между Афродитой, Уранией и Гефестом.